# Arachnodes globuloides
Arachnodes globuloides är en skalbaggsart som beskrevs av Renaud Maurice Adrien Paulian 1976. Arachnodes globuloides ingår i släktet Arachnodes och familjen bladhorningar. Inga underarter finns listade.